# Тери Хенеси
Уилям Терънс Хенеси, по-известен като Тери Хенеси (на английски: William Terrence Hennessey, Terry Hennessey), е бивш уелски футболист, роден на 1 септември 1942 г. в Лей. Играе в отборите на Бирмингам Сити, Нотингам Форест (където е капитан), Дарби Каунти (където преминава за 100.000 паунда) и за кратко в аматьорския Тамуърт. След това е треньор в Англия, САЩ, Австралия и Германия.

## Успехи
Бирмингам Сити
- Купа на лигата:
  - Носител: 1963

 Дарби Каунти
- Първа английска дивизия:
  - Шампион: 1972
- Тексако Къп:
  - Носител: 1972

 Тълса Ръфнекс
- Северноамериканска футболна лига:
  - Шампион: 1983 (като треньор)